# Gneis

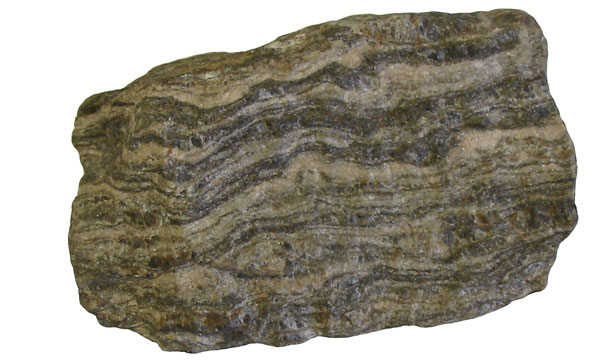
Gneis

Gneis hay gơnai hay đá phiến ma là một loại đá phổ biến và phân bố rộng trong lớp vỏ Trái Đất, được hình thành bởi các quá trình biến chất khu vực ở mức cao từ các thành hệ đã tồn tại trước đó mà nguyên thủy chúng là đá lửa hoặc đá trầm tích .
Đá gneis thông thường là loại đá tạo phiến từ trung bình tới thô và chủ yếu là tái kết tinh nhưng không chứa một lượng lớn mica, clorit hay các khoáng vật dạng phiến dẹt khác. Các loại đá gneis là đá lửa biến chất hoặc tương đương của chúng được gọi là gneis granit, gneis diorit v.v. Tuy nhiên, phụ thuộc vào thành phần hóa học của chúng, có thể gọi chúng là gneis granat, gneis biotit, gneis anbit v.v. Octogneis là từ để chỉ gneis có nguồn gốc từ đá mácma, còn Paragneis là từ để chỉ đá gneis có nguồn gốc từ đá trầm tích. Tuy nhiên, phân biệt giữa octogneis và paragneis là không dễ. Á gneis (gneissose) là thuật ngữ để chỉ các loại đá có tính chất tương tự như gneis.
Gneis tương tự như đá phiến, ngoại trừ ở chỗ các khoáng vật được sắp xếp thành các dải. Đôi khi rất khó phân biệt gneis và đá phiến do một số loại đá gneis dường như có nhiều mica so với thực tế chúng có. Điều này đặc biệt đúng với các mặt phẳng chia tách giàu mica.
Đá gneis hợp thành phần lớn lớp granit-biến chất của lớp vỏ lục địa, lộ rõ tại các khiên kết tinh (ví dụ khiên Baltica, khiên Ukraina, khiên Canada v.v) và hợp thành nền tảng của các nền cổ (ví dụ nền Siberi).
Loại đá cổ nhất đã được biết đến hiện nay trong số các loại đá trên Trái Đất là đá gneis xám của khu vực Acasta, hợp thành nền tảng của nền cổ Slave thuộc khiên Canada, với niên đại tới 3,92 tỷ năm. Tuy nhiên, không phải mọi loại đá gneis đều có độ tuổi rất cổ. Người ta đã biết đến loại đá gneis niên đại Tân sinh mà sự hình thành của nó gắn liền với biến chất nhiệt độ cao (ví dụ trong các lõi granit-biến chất kiểu Cordillera).

## Thành phần
Khoáng vật chủ yếu của đá gneis là plagiocla, thạch anh và fenspat kali (microclin hay orthoclas), với hàm lượng ít hơn có thể là biotit, muscovit, hocblen (hornblende), pyroxen (pyroxene), thạch lựu, disten, sillimanit và nhiều khoáng vật khác.
Theo thành phần hóa học gneis gần với granit và phiến thạch sét. Gneis có thể được tạo thành từ biến chất cục bộ của các trầm tích (đá phiến sét), cũng như của đá macma với thành phần acid và trung tính (granit, diorit v.v.).

## Biến thể
Cơ sở để phân chia các biến thể có thể là các nét đặc biệt trong thành phần khoáng và hóa học cũng như kết cấu và dạng vân đá.
Ví dụ — plagiogneis, là dạng đá trong đó fenspat chủ yếu là plagiocla, còn gneis sillimanit là loại đá gneis mà ngoài các khoáng vật bắt buộc cho gneis (thạch anh và fenspat) còn chứa cả sillimanit v.v.
Các dạng gneis xuất hiện từ biến chất của đá trầm tích, thường giàu oxide nhôm và không hiếm khi chứa các khoáng vật như andalusit, sillimanit, kyanit, thạch lựu. Những loại đá gneis như thế gọi là gneis nhiều oxide nhôm.
Gneis với kết cấu porphyoblast chứa các porphyroblast hay porphyroclast lớn chứa fenspat (thường là microclin) đôi khi được gọi là gneis mắt (augengneise).
Một vài biến thể của gneis có tên gọi riêng. Ví dụ, đặc trưng cho các nền cổ Tiền Cambri sớm là các dạng charnockit và enderbit chứa hipecten.

## Gneis Augen

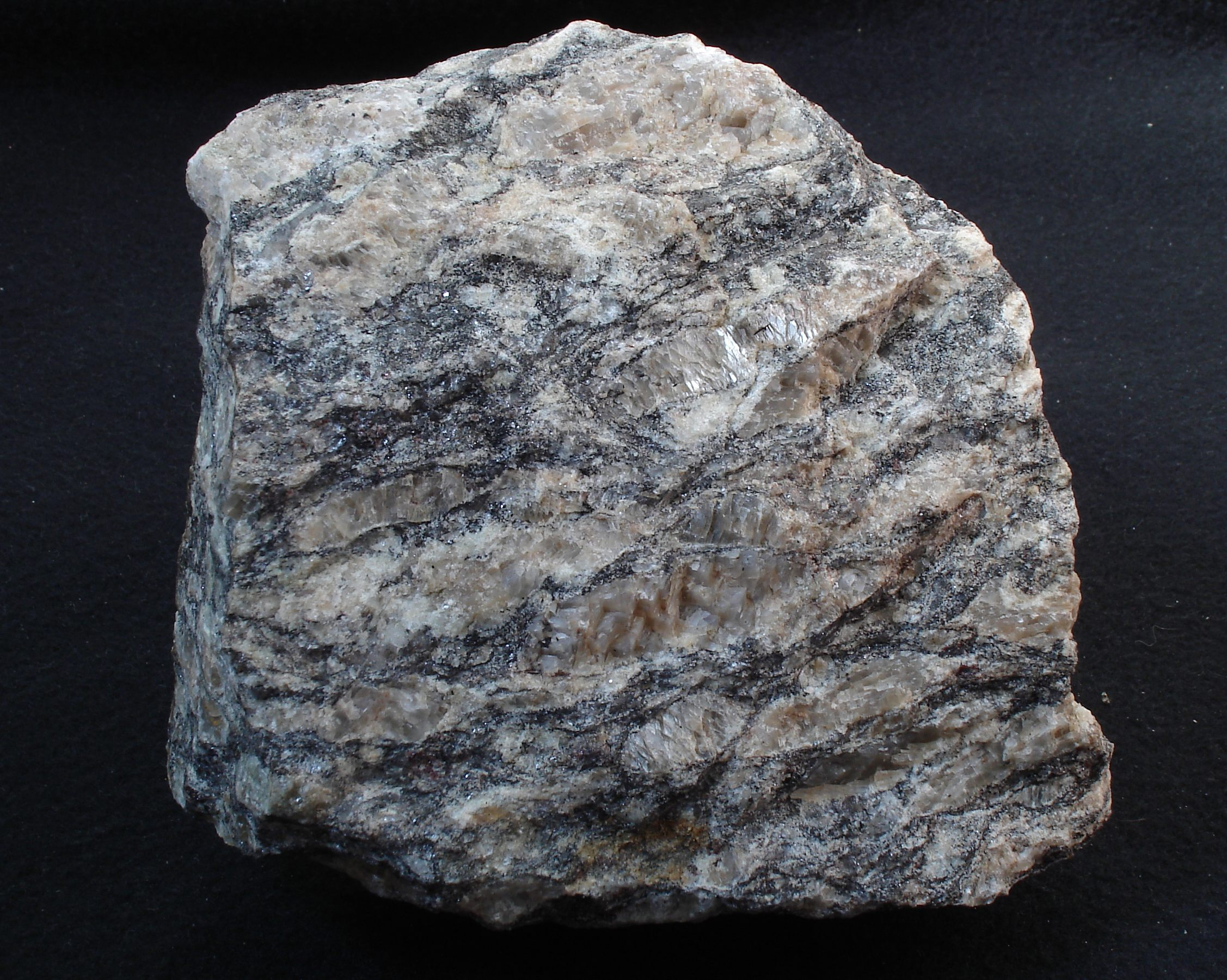
Gneis Augen từ Rio de Janeiro, Brasil.

Gneis Augen hay gneis mắt là loại đá gneis hạt thô, được hình thành từ sự biến chất của granit, trong đó chứa biến dạng méo mó hình elip hay hình hột đậu đặc trưng liên kết các porphyroclast (mắt) fenspat, thông thường là microclin (đá vi tà trường), trong các lớp thạch anh, biotit và các dải magnetit.
Từ nguyên học: từ tiếng Đức augen (/ˈaʊgən/), nghĩa là "mắt".

## Từ nguyên học
Từ nguyên học của "gneis" còn gây tranh cãi. Một số nguồn nói rằng nó có nguồn gốc từ động từ gneist (đánh lửa, lóe sáng; gọi như thế vì sự lấp lánh của đá) trong tiếng Đức Cao Trung và nó xuất hiện trong tiếng Anh ít nhất là kể từ năm 1757. Các nguồn khác lại cho rằng gốc từ của nó là thuật ngữ của thợ đào quặng vùng Saxony có nghĩa là phân hủy, thối rữa hay có nghĩa là loại vật chất không có giá trị để chỉ loại đá xốp bị phong hóa, đi kèm theo quặng.